# Kata
Kata (型 o 形) (‘forma’) es una palabra japonesa que describe lo que en un inicio se consideró una serie, forma o secuencia de movimientos establecidos que se pueden practicar tanto en solitario como en parejas o como en grupo en una clase de artes marciales. Se practica kata en escuelas tradicionales de arte japonés, como por ejemplo kata en kabuki o ‘formas teatrales’ y en escuelas de ceremonia del té (chadō), pero se asocian comúnmente a las artes marciales. Los kata se usan en la mayoría de las artes marciales de Japón y Okinawa, tales como: Aikido, iaidō, jōdō, Judo, jiu-jitsu, kobudō, kendo y kárate-Do. Otras artes marciales previas a las japonesas como el taichí chino, y en otras artes marciales como el taekwondo tienen el mismo tipo de entrenamiento, pero para describirlo usan palabras en sus idiomas chino y coreano respectivamente.

## Explicación
En la práctica de las artes marciales japonesas, sean clásicas koryu budo o,  modernas gendai budo. Los kata se ven como un compañero esencial del randori o kumite (o entrenamiento de combate libre), complementándose entre sí para preparar al practicante para un combate real. Sin embargo, actualmente la forma y la frecuencia de práctica del kata en relación con el randori varía según el arte marcial o incluso según la escuela a la que se hace referencia. Tradicionalmente, el kata se enseña en etapas y con diferentes grados de complejidad. Se comienza el aprendizaje con kata relativamente menos complejos para luego ir incrementando la complejidad de las técnicas y la velocidad de ejecución, o los detalles en la ejecución (método de interpolación).
Respecto a la frecuencia de la práctica de kata, podemos comparar dos actitudes. En el arte de desenvainar y cortar con sable o iaidō, por ejemplo, los kata se ejecutan con una espada sin filo de iguales dimensiones a la espada japonesa (o katana), llamada Iaito siendo la base de casi todo el entrenamiento de este arte. En contraste, en el Judo (lucha cuerpo a cuerpo) el entrenamiento de los kata se minimiza; mientras que en Aikido, las técnicas son explicadas por este método. Incluso en karate se tienen algunos kata, categorizados como "tanren" kata o forma de forjado, que resumen a modo de rompecabezas cinético (o de movimientos) las bases técnico.tácticas de un estilo en particular. 
Respecto de la forma en que se practica el kata podemos hacer una comparación entre los distintos niveles de un mismo estilo. En el kenjutsu (esgrima clásica con sable) o en el kobujutsu (esgrima con armas tradicionales japonesas o de Okinawa), estilos que se basan en el manejo de armas reales con filo, y donde un mínimo error puede causar serias lesiones, los kata en parejas de los grados bajos se practican muy lentamente y con mucho cuidado. En los grados altos (dan) los kata se realizan a mayor velocidad y las lesiones se evitan solo mediante la alta sensibilidad y coordinación de ambos practicantes, los cuales dominan conceptos como el tiempo y la distancia a la perfección.
Dentro de las artes marciales japonesas tradicionales como el Kendo, elJiu-jitsu, Iaido y el Aikido, también se incluye la práctica del kata en parejas con roles de atacante (tori o, shite) y defensor (uke, nage o aite) definidos, en las que a menudo ambos practicantes intercambian los roles según una secuencia preestablecida.
Así de variada es la práctica de los kata. Son usados en la práctica diaria, en competiciones y en demostraciones públicas, pero en todas estas instancias se busca constantemente la perfección en la ejecución. Es clave al realizar un kata poner énfasis en la corrección en el equilibrio, en la respiración, en la coordinación del tiempo y la distancia, en la aplicación precisa de la tensión muscular (kime) y en conservar la conciencia de lo que rodea al practicante; al inicio, durante y al final de cada técnica (zanshin) para asemejarlo a un combate real. El practicante debe concentrarse para visualizar los ataques del(os) oponente(s) y para que sus respuestas a estos ataques se realicen como si efectivamente el combate fuera real.

## Origen
Al parecer, esta forma de entrenamiento en artes marciales se originó en las artes marciales de la India y de la China. Se mantiene aún como una de las más importantes junto con el combate. En el Japón, los kata sirvieron durante generaciones a los maestros de kenjutsu, kobudo, jujutsu, kárate y otras artes marciales clásicas (koryu budo) y modernas (gendai budo) del Japón; como manera de entrenarse y enseñar. De hecho, se dice[¿quién?] que los kata contienen la esencia verdadera de las artes marciales ya que en ellos se pueden apreciar movimientos que actualmente están prohibidos en el combate deportivo o shiai-kumite, como son los golpes por debajo de la cintura y a otras zonas muy delicadas como la ingle, las articulaciones, la columna, las arterias y venas, las vías metabólicas, los nervios, y los diferentes órganos. Estos golpes pueden causar serias lesiones a los oponentes, incluso algunas técnicas pueden llegar a causar la muerte.

## Kataen karate

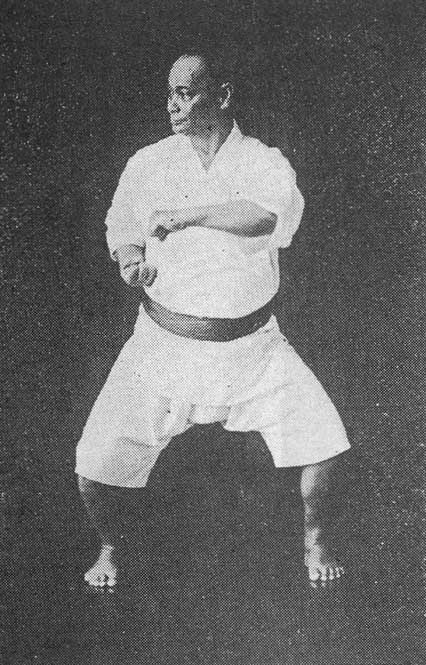
El maestro Okinawense Motobu Choki realizando naihanchi, una de los kata o formas base comunes a gran parte de los diferentes estilos del karate.

La imagen más común asociada a la ejecución de un kata es la de un practicante de karate realizando una serie de movimientos rituales, bloqueos, y golpes al aire. Los kata de karate son secuencias específicas que van desde aproximadamente 20 a 70 (o incluso más) movimientos dependiendo del grado de dificultad del kata, pues las kata se consideran como bases gestuales que se contienen o complementan unas con otras. Las kata generalmente incluyen combinaciones de golpes de manos y pies, bloqueos, chequeos, desvíos, desplazamientos, pisotones, agarres, algunas luxaciones, lanzamientos, barridos, giros, saltos, desarmes contra armas clásicas, estrangulaciones, movimientos tácticos, manejo de la respiración y manejo de los ritmos de defensa y ataque; que son realizados buscando una ejecución perfecta. Es difícil estimar un número del total de kata, pero hay algunos kata que son comunes a los diferentes estilos de karate, como: seisan/hangetsu, naihanchi/tekki, y sanchin. Eso sí, cada estilo introduce diferentes variantes en los gestos, o en el ritmo.
En el kárate, los nombres de varias de las kata pueden estar igualmente asociados al número de movimientos, como nijushiho (literalmente, 24 pasos), al nombre del maestro que los creó, como Matsumura no Bassai (bassai de Matsumura), a la sensación de movimiento que puede transmitir el kata, como enpi (el vuelo de la golondrina), o a la estructura metodológica a seguir como Pinan/Heian 1-5 o shodan, nidan, sandan, yondan, godan. Asimismo algunos de los nombres muchas veces están asociados también en un sentido espiritual a aspectos del Budismo esotérico o mikkyo, del Budismo zen, o del Taoísmo.

## Kataen judo
El judo tiene varios kata, en su mayoría creados en el siglo XIX por Jigorō Kanō, el fundador del judo. Todos los kata de judo (excepto uno) involucran dos participantes. Los kata de judo incluyen una serie de técnicas que no están incluidas en las competencias, incluso en el randori ya que estas incluyen la defensa ante golpes de puño, patadas, el uso de la katana, pistola u otras armas que no están permitidas en la práctica del randori. El estudio del kata en judo debería comenzar al mismo tiempo que la práctica del deporte.
El kata que se estudia más comúnmente en judo es el Nage-no-Kata, que consiste en quince técnicas de derribe, es necesario para el examen de cinturón negro. Katame-no-Kata se basa en técnicas de inmovilización, estrangulaciones y fijar articulaciones, es de suelo salvo una técnica y es necesario para examinarse de segundo y/o tercer dan (dependiendo el país en que se haga el examen). Kime-no-Kata es un kata muy extenso que consiste en técnicas de autodefensa contra atacantes desarmados y atacantes armados de espadas y cuchillos tanto en pie como en suelo, forma parte del examen de cuarto dan, según la región. Ju-no-kata, el kata de la suavidad, se compone de diferentes técnicas de pie y se realiza de manera muy pausada y enfatizando los desequilibrios, y normalmente deberá aprenderlo quien se examine de cuarto dan. Sin embargo, los kata de judo pueden aprenderse independientemente de los exámenes de dan, ya que su finalidad no es esta, sino que constituyen (según el fundador del judo) una de las bases para la práctica a todos los niveles de este arte marcial, junto con el randori.

## Kataenaikidō
En el aikidō, los kata en solitario a diferencia del karate no se estructuraron como tal ya que el maestro fundador del arte, El sensei Morihei Ueshiba contemplaba un modelo cooperativo, en busca de generar una mayor conciencia social y desarrollo filosófico de los practicantes. Sin embargo, existen varios ejercicios preparatorios o "aiki taiso" que ilustran diferentes desplazamientos, varios gestos específicos del arte, y ejercicios específicos de estiramiento y preparación física; junto con los ejercicios individuales con las armas tradicionales como el bokken (espada de madera) y el jō (lanza corta), de corte, estocada, golpe y bloqueos/desvíos; más conocidos como suburi. Aunque a similitud del judo el entrenamiento de las diferentes técnicas a mano vacía (luxaciones, lanzamientos, pinzamientos y estrangulaciones) y sus combinaciones, si se realizan en parejas, al principio del aprendizaje con la colaboración del compañero de entrenamiento y después con cada vez mayor exigencia, complejidad, profundidad, y sensibilidad, por lo que estos podrían considerarse como kata.
Respecto al entrenamiento con armas o buki waza (bokken y jō) además de los movimientos de corte, chequeo, golpe y estocada solitario o suburi hay secuencias técnicas con un número específico de gestos, como las kata de jō de 9, 13, 22, y 31 movimientos (diseñadas por el sensei Morihiro Saitō y adaptadas por varios estilos). Posteriormente estas formas se entrenan con un compañero en series de movimientos o uchikomi buscando trabajar la coordinación, el ritmo, el manejo de la distancia, y la precisión. Más adelante se incorpora el concepto de awase o armonización con el compañero. Posteriormente se trabaja el kumitachi donde los movimientos y contraataques aprendidos se combinan junto con sus variaciones incluyendo las técnicas de mano vacía a las armas; finalmente se busca promover el concepto de riai o armonizar con los golpes; donde las armas son extensiones; es decir parte del cuerpo mismo del practicante.
Asimismo, es importante recordar que dentro del aikidō hay numerosas técnicas de desarme y neutralización ante diferentes ataques con sable, lanza o puñal/cuchillo, llamadas tachi-dori, jō-dori y tantō-dori, que se realizan en parejas; y que son parte del programa de grados dan.

## Discusiones sobre las prácticas dekata
Los kata son la forma de entrenamiento base de cualquier estilo tradicional. La práctica de kata es equivalente a la práctica de música clásica. Aunque un músico puede crear melodías aprendiendo solamente unos acordes básicos, no hay duda que un músico con un amplio entrenamiento en música clásica puede crear música de mayor riqueza o complejidad. Lo mismo sucede en el estudio del karate, hay un punto que ni siquiera el más dotado puede pasar sin un entrenamiento más profundo. Kihon (‘la técnica básica’) son los acordes básicos y kata son las melodías. Solo una vez aprendidas y comprendidas el practicante está preparado para crear sus propias variaciones.
Los kata proporcionan un mejor entendimiento de las características de cada estilo de lucha.
Algunas técnicas son muy peligrosas para practicarlas en prácticas libres y es más seguro realizarlas según un formato preestablecido.
Las prácticas con armas con protecciones son muy poco realistas, los kata permiten entrenar con todo el alcance las técnicas con armas.
Practicar kata está relacionado con la meditación en movimiento, aumentan el foco, el nivel de conciencia y la autodisciplina.
Los kata son una tradición esencial que preserva las técnicas de generaciones anteriores.
La inclusión de la modalidad de katas para competición de karate ha sido sujeto de controversias durante décadas. Para los tradicionalistas desvirtúa el karate tradicional, al dejar a un lado varias acciones motrices puntuales que son modificadas para la estética de la competición, y al perder parte de la adaptación motriz necesaria para la defensa personal. Para los seguidores del karate deportivo fomenta el trabajo uniforme de la técnica básica y el entrenamiento memorístico de la misma. En el kata de competición se prefieren movimientos casi gimnásticos, ejecutando gestos más vistosos, amplios o cortos pero muy rápidos, a veces distintos de la aplicación a la defensa personal original. Los rangos de movimiento tienden a ampliarse, así como varios de los movimientos se han hecho más angulares y explosivos con el fin de hacerlos más vistosos. Con esos cambios, los movimientos no serían siempre eficaces en aplicación real.
Desde hace varios años existe una corriente dentro del karate que defiende y practica un estudio más profundo de los kata a través del Bunkai o análisis de las aplicaciones de las técnicas, del mismo modo en que eran practicadas en los orígenes del karate. Durante años muchas escuelas de karate han enseñado kata sin profundizar en el sentido de aplicación de autodefensa con que fueron creadas, haciendo que los practicantes aprendan un número de katas sin saber aplicar sus técnicas. La existencia de competiciones de Kata ha ayudado a fomentar esa práctica incompleta de las artes marciales, centrando el entrenamiento del kata en su apariencia externa y en la precisión gimnástica de las técnicas, estudiando solamente una parte de los elementos de las mismas.
El debate del tema «kata versus shiai kumite (combate deportivo)» no es nada nuevo y está muy lejos de ser resuelto pronto. Sin embargo, los dos métodos pueden no estar tan alejados el uno del otro. Estudiantes avanzados en artes tradicionales pueden no estar de acuerdo en la forma e introducir variaciones. Un artista marcial moderno enfocado al sparring puede entrenar a una combinación de golpes y bloqueos asemejándose mucho a un kata. En fin, es importante considerar que en la mayoría de las artes marciales, el kata es solo un aspecto de todo el régimen de entrenamiento del estilo.